# Jonas Langmann

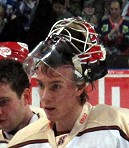
Jonas Langmann

Jonas Langmann (Bad Kissingen, 22 december 1991) is een Duitse ijshockeydoelman, die sinds 2010 voor de  Hannover Indians en de Hannover Scorpions speelt.
In 2008 werd hij met de Iserlohn EC Duits juniorkampioen.